# Station Beverlo
Het Station Beverlo is een spoorweghalte langs spoorlijn 15 in Beverlo, een deelgemeente van de stad Beringen. Het station is gelegen langs de weg van Beverlo naar Korspel.
In 1986, toen na de sluiting in 1984 van het oude station van Beringen het station Beringen-Mijn voor reizigers ook sloot, werd er een stopplaats geopend in de deelgemeente Beverlo op zo'n 5 kilometer van het vroegere station Beringen en het stadscentrum van Beringen. Deze halte kreeg de naam 'Beringen', de naam van de fusiegemeente.
Tot 12 juni 2011 bleef het station deze benaming behouden. Op die datum werd de naam gewijzigd in 'Beverlo' (naar de plaats die het station bedient) wegens de aanhoudende verwarring rond de locatie (in Beverlo, niet in Beringen) en de plannen voor de heropening van het oude station in Beringen.
Er zijn schuilhokjes, een autoparking en een overdekte fietsenstalling. De autoparking en de fietsenstallingen werden in 2011 gerenoveerd.

## Treindienst
Sinds 13 juni 2021
| Treintype | Verbinding    | Dienstregeling                                                 |
| --------- | ------------- | -------------------------------------------------------------- |
| L         | Hasselt - Mol | Maandag tot zaterdag: 1×/u. Zon- en feestdagen: 1× om de 2 uur |

## Galerij

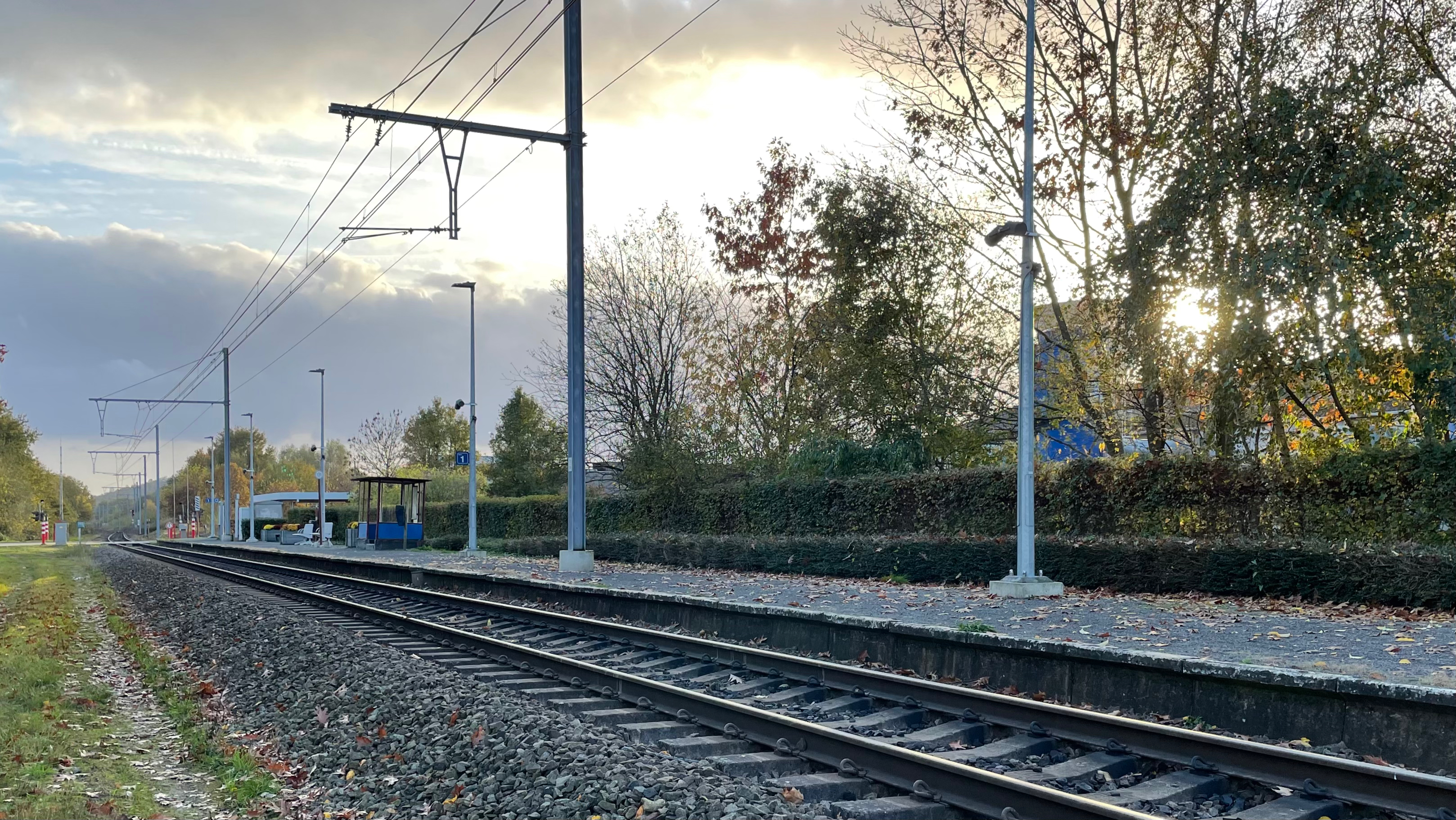
Zicht op de sporen
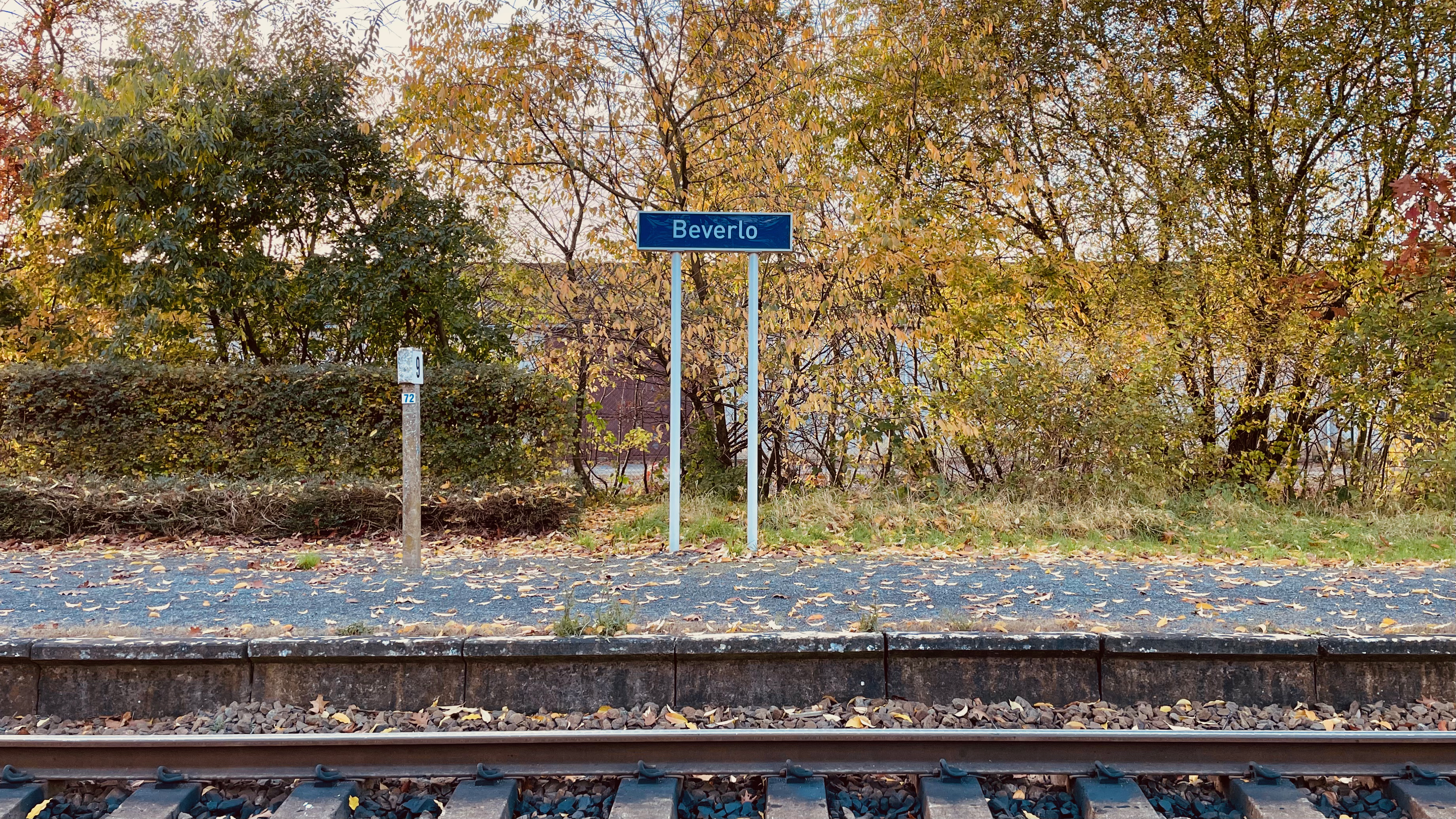
Plaatsnaambord
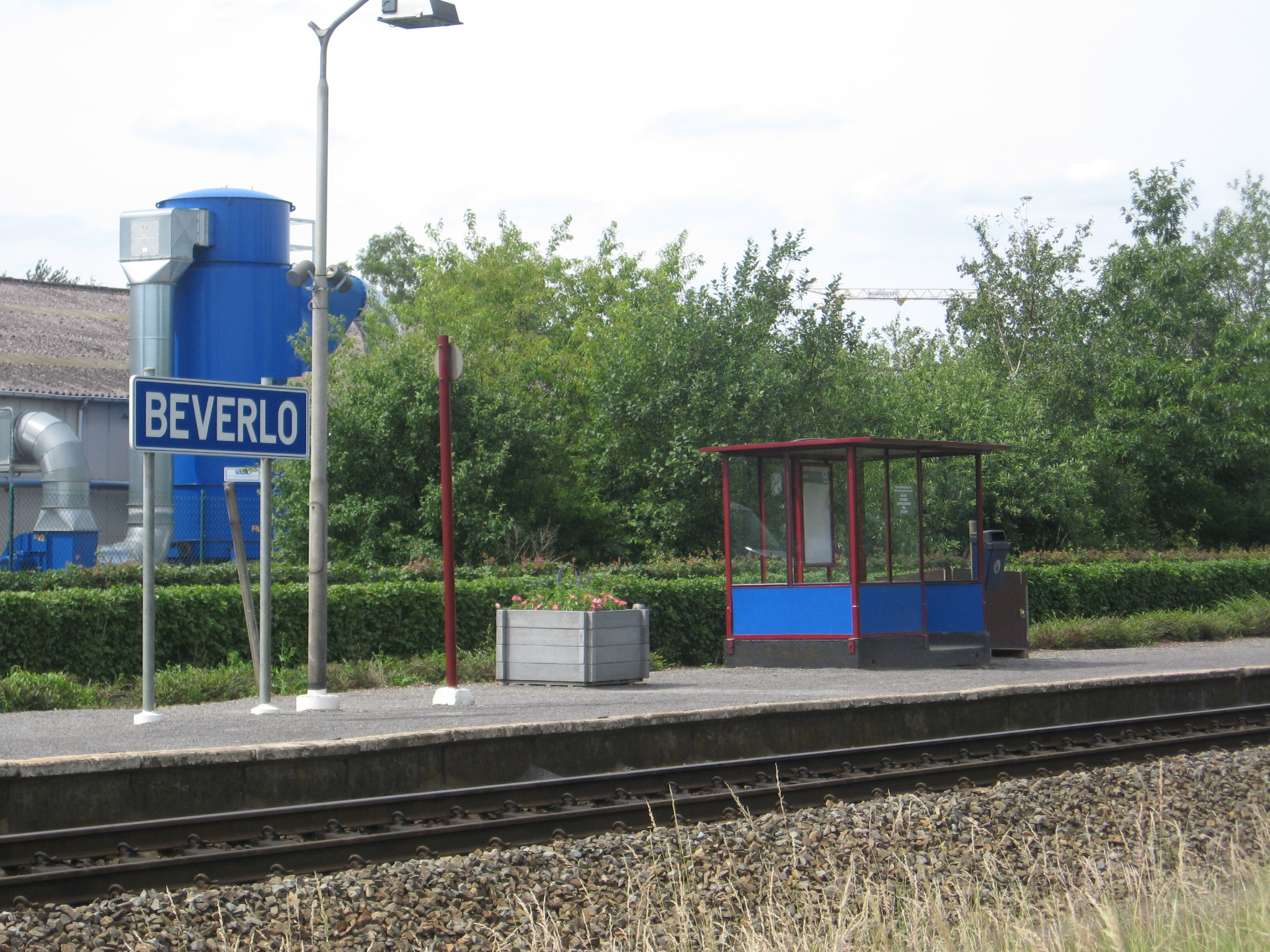
1986

## Reizigerstellingen
De grafiek en tabel geven het gemiddeld aantal instappende reizigers weer op een week-, zater- en zondag.
| Tabel: aantal instappende reizigers station Beverlo | Tabel: aantal instappende reizigers station Beverlo | Tabel: aantal instappende reizigers station Beverlo | Tabel: aantal instappende reizigers station Beverlo |
|                                                     | Weekdag                                             | Zaterdag                                            | Zondag                                              |
| --------------------------------------------------- | --------------------------------------------------- | --------------------------------------------------- | --------------------------------------------------- |
| 1986                                                | 17                                                  | 21                                                  | 22                                                  |
| 1987                                                | 22                                                  | 22                                                  | 78                                                  |
| 1988                                                | 30                                                  | 20                                                  | 24                                                  |
| 1989                                                | 22                                                  | 13                                                  | 35                                                  |
| 1990                                                | 27                                                  | 24                                                  | 24                                                  |
| 1991                                                | 56                                                  | 19                                                  | 42                                                  |
| 1992                                                | 61                                                  | 32                                                  | 19                                                  |
| 1993                                                | 46                                                  | 13                                                  | 32                                                  |
| 1994                                                | 61                                                  | 19                                                  | 17                                                  |
| 1995                                                | 47                                                  | 23                                                  | 16                                                  |
| 1996                                                | 61                                                  | 16                                                  | 44                                                  |
| 1997                                                | 63                                                  | 27                                                  | 44                                                  |
| 1998                                                | 75                                                  | 42                                                  | 71                                                  |
| 1999                                                | 78                                                  | 20                                                  | 35                                                  |
| 2000                                                | 114                                                 | 14                                                  | 32                                                  |
| 2001                                                | 66                                                  | 25                                                  | 38                                                  |
| 2002                                                | 72                                                  | 59                                                  | 34                                                  |
| 2003                                                | 75                                                  | 34                                                  | 64                                                  |
| 2004                                                | 88                                                  | 16                                                  | 40                                                  |
| 2005                                                | 119                                                 | 34                                                  | 72                                                  |
| 2006                                                | 122                                                 | 46                                                  | 54                                                  |
| 2007                                                | 182                                                 | 34                                                  | 94                                                  |
| 2008                                                | -                                                   | -                                                   | -                                                   |
| 2009                                                | 192                                                 | 73                                                  | 82                                                  |
| 2010                                                | -                                                   | -                                                   | -                                                   |
| 2011                                                | -                                                   | -                                                   | -                                                   |
| 2012                                                | 196                                                 | 31                                                  | 95                                                  |
| 2013                                                | 168                                                 | 59                                                  | 50                                                  |
| 2014                                                | 189                                                 | 22                                                  | 62                                                  |
| 2015                                                | 143                                                 | 43                                                  | 50                                                  |
| 2016                                                | 104                                                 | 39                                                  | 61                                                  |
| 2017                                                | 179                                                 | 42                                                  | 51                                                  |
| 2018                                                | 156                                                 | 60                                                  | 53                                                  |
| 2019                                                | 146                                                 | 53                                                  | 37                                                  |
| 2020                                                | 84                                                  | 37                                                  | 23                                                  |
| 2021                                                | -                                                   | -                                                   | -                                                   |
| 2022                                                | 122                                                 | 26                                                  | 14                                                  |
| 2023                                                | 98                                                  | 85                                                  | 42                                                  |
| 2024                                                | 116                                                 | 57                                                  | 19                                                  |

1,3: Krijgsbaan ·
2,8: Liersebaan ·
3,9: Boechout ·
4,9: Vos ·
6,4: Boshoek ·
9,3: Lier ·
11,1: Lisp ·
12,8: Kessel ·
16,3: Nijlen ·
21,9: Bouwel ·
24,1: Wolfstee ·
26,4: Herentals-Kanaal ·
28,0: Herentals ·
34,0: Olen ·
37,1: Larum ·
40,1: Geel ·
46,5: Millegem ·
49,3: Mol ·
54,0: Balen ·
Ingene-Immer ·
62,8: Leopoldsburg ·
Beverlo ·
68,0: Beringen-Mijn ·
71,2: Beringen ·
74,6: Heusden ·
78,0: Zolder ·
80,2: Houthalen ·
83,3: Kolveren ·
84,9: Zonhoven ·
86,6: Zonhoven-Badplaats